# Mesopolobus dilutipes
Mesopolobus dilutipes är en stekelart som först beskrevs av Julius Theodor Christian Ratzeburg 1848.  Mesopolobus dilutipes ingår i släktet Mesopolobus och familjen puppglanssteklar. Inga underarter finns listade i Catalogue of Life.